# 日枝神社 (川越市)
日枝神社（ひえじんじゃ）は、埼玉県川越市小仙波町の神社。仙波日枝神社（せんばひえじんじゃ）、川越日枝神社（かわごえひえじんじゃ）とも。
旧社格は県社。もともと喜多院の境内にあったが、県道建設のため大正時代に仙波古墳群の日枝神社古墳（多宝塔古墳）という前方後円墳の一部を削平して喜多院門前に移転した。

## 歴史
円仁（慈覚大師）が喜多院を創建（天長7年・830年）したおりに、その鎮守として貞観2年（860年）に坂本の日吉大社を勧請したものであるといわれている。東京赤坂の日枝神社（旧官幣大社）は、文明10年（1478年）、太田道灌が江戸城築城の際に、この川越日枝神社から分祀したものである（赤坂日枝神社もそう記述している）。
本殿は朱塗りの三間社流造、銅板葺で国の重要文化財に指定されている。拝殿は老朽化が深刻だったため、近年、新拝殿が再建された。

## 祭神
祭神は僧形の大山咋神（おおやまくいのかみ）・大己貴命（おおくにぬし）。

## 文化財

### 重要文化財
- 本殿 - 室町時代後期（1467年-1572年）の建立。三間社流造、銅板葺。昭和21年（1946年）11月29日指定。

## 所在地
- 埼玉県川越市小仙波町1-4-1

## 交通
- 東武東上線・JR川越線　川越駅下車　徒歩約20分
- 東武東上線　川越市駅下車　徒歩約18分
- 西武新宿線　本川越駅下車　徒歩約15分